# 北海道道48号和寒幌加内線
北海道道48号和寒幌加内線（ほっかいどうどう48ごう わっさむほろかないせん）は、北海道上川郡和寒町と雨竜郡幌加内町を結ぶ道道（主要地方道）である。

## 概要

### 路線データ
- 起点：北海道上川郡和寒町字北町（国道40号交点）
- 終点：北海道雨竜郡幌加内町字幌加内（国道275号交点）
- 総延長：27.860 km[1]
- 実延長：27.849 km[1]
- 重用延長：0.011 km[1]

## 歴史
- 1957年（昭和32年）7月25日 - 229号幌加内和寒線として路線認定[2]。
- 1982年（昭和57年）4月1日 - 路線名を和寒幌加内線に改め、起点と終点を入れ替え[3]。
- 1993年（平成5年）5月11日 - 建設省から、道道和寒幌加内線が和寒幌加内線として主要地方道に指定される[4]。
- 1994年（平成6年）10月1日 - 路線番号を48号に変更[5]。

## 路線状況

### 重複区間
- 北海道道251号雨竜旭川線：和寒町字西和 - 和寒町字福原

### 道路施設
主なトンネル
- 和幌トンネル 全長300 m。1988年（昭和63年）10月着工、1990年（平成2年）3月竣工[要出典]。上川郡和寒町字福原と雨竜郡幌加内町字沼牛を結ぶ。

## 地理

### 通過する自治体
- 上川総合振興局
  - 上川郡和寒町
  - 雨竜郡幌加内町

### 交差する道路
和寒町
- 国道40号 - 北町（起点）
- 北海道道99号和寒鷹栖線 - 北町
- 北海道道545号三和剣淵線 - 三和
- 北海道道251号雨竜旭川線 - 西和、福原（重複）

幌加内町
- 国道275号 - 幌加内（終点）

### 沿線にある施設など
和寒町
- JR北海道 宗谷本線 和寒駅
- 北星信用金庫和寒支店
- 和寒町立和寒小学校
- 和寒郵便局

幌加内町
- 幌加内郵便局

## その他
2003年（平成15年）9月に行われたツール・ド・北海道のコースとして当道路が使用された。